# ادوین اوون
ادوین اوون (انگلیسی: Edwyn Owen; ۸ ژوئن ۱۹۳۶ – ۵ اکتبر ۲۰۰۷) بازیکن هاکی روی یخ اهل ایالات متحده آمریکا بود.